# Варуні
Варуні (санскр. वारुणी, vāruṇī IAST) або Варунані (санскр. वारुणाणी, vāruṇāṇī IAST) — богиня вина та сп'яніння в індуїзмі і ведійській релігії, дружина бога Варуни. 
Варуні уособлює очищаючий нектар безсмертя амріту.
У буддизмі Варуні вважають однією з форм Ваджраварахі. Словом «варуні» також називають п'янкий напій, а в мові палі — п'яну жінку. У певних текстах вираз «пити Деві Варуні» означає вживання п'янких напоїв. Варуні — це також і особливий медовий напій, який називається улюбленим напоєм брата Крішни Баларами.
У «Ману-смріті» цей напій протиставляється іншому хмільному напою — сурі.
У ведичній астрології, Варуні уособлює накшатру Шатабхіша (Шатабхішадж).
У масовій культурі Варуні з'являється в Японській відеогрі «Digital Devil Saga 2» як аватара Сіри.